# カステラウン
カステラウン (独: Kastellaun)はドイツ連邦共和国 ラインラント＝プファルツ州ライン＝フンスリュック郡にある市。
同名の連合自治体 (独: Verbandsgemeinde Kastellaun) の行政庁所在地である。

## 地理

### 位置
フンスリュック山地の東側にあり、モーゼル川、ライン川そして、ナーエ川からそれぞれ等距離の位置にある。
北の低地からフンスリュック山地の間を接続するドイツ連邦道路327号線が、中心市街地を通っている。（連邦道路327号線は独: Hunsrückhöhenstraße 、フンスリュック高原道路とも呼ばれ、もともとは軍事道路としてヘルマン・ゲーリングの命令で作られた。）

## 姉妹都市
- プレムリー(Prémery) （フランス ）